# Stormtrooper
Gli stormtrooper (in italiano: truppe d'assalto, assaltatori imperiali o semplicemente soldati imperiali) sono dei soldati immaginari presenti nel franchise di Guerre stellari. Introdotti in Guerre stellari (1977), costituiscono le unità d'assalto d'élite dell'esercito imperiale. Questa denominazione è ispirata alle Stoßtrupp tedesche, unità di élite della Deutsches Heer.
Fedeli all'Imperatore Palpatine, sono il nucleo primario dei corpi d'assalto che operava in pratica sulla totalità dei pianeti sotto il controllo imperiale. Gli stormtrooper sono reclute addestrate nelle varie accademie sparse per l'Impero.

## Storia
Gli stormtrooper rappresentano i soldati che hanno combattuto per l’Impero Galattico durante la Guerra Civile Galattica. Alla fine delle Guerre dei Cloni, Sheev Palpatine, allora Cancelliere Supremo della Repubblica, trasformò il governo democratico in un regime autocratico, detto Primo Impero Galattico. Gli stormtrooper parteciparono alla soppressione dell'Ordine dei Jedi. Nel nuovo regime, gli stormtrooper erano sotto la guida di funzionari imperiali e governatori.
Durante la Guerra Civile Galattica, l'Oscuro Signore dei Sith Dart Fener comandava un battaglione di Soldati imperiali che lo servivano fedelmente, detto Legione 501. Con queste truppe, Fener catturò la corvetta Tantive IV della Principessa Leila Organa di Alderaan sopra il pianeta Tatooine, poco prima della Battaglia di Yavin.
Gli stormtrooper erano ancora attivi circa 30 anni dopo la Battaglia di Endor. In questo periodo sono affiliati con una fazione nota come Primo Ordine, che fa ricorso anche alla pratica di rapire neonati da destinare alla vita militare, precedentemente al primo ordine erano rimasti fanatici imperiali.
Nel 1997 gli stormtrooper sono stati protagonisti del cortometraggio Troops di Kevin Rubio, parodia del reality show Cops.

## Organizzazioni
Gli stormtrooper avevano una propria struttura di comando, un sistema graduatorio, e fabbriche di supporto. Un comandante di compagnia poteva dare ordini a un qualunque ufficiale regolare su una squadra o un plotone. L'unità base dell'organizzazione era il Trooper individuale. Ogni stormtrooper era identificato da un codice, per motivi tattici e per rinforzare l'etica imperiale dell'uniformità. Gli Assaltatori erano organizzati in squadre, plotoni, compagnie, battaglioni, reggimenti e legioni. Si sa che un battaglione era composto da 820 soldati. Da ciò, si può dedurre la dimensione relativa delle altre unità.

## Ufficiali
Gli ufficiali degli stormtrooper erano tradizionalmente personale di rango più alto provenienti dalla Accademia imperiale. In battaglia, gli ufficiali stormtrooper indossavano una armatura standard con il simbolo del rango. Quando non erano in azione, gli ufficiali indossavano una maglia nera e pantaloni, un cappello, guanti, e gradi standard quadrati.

## Ideologia
In aggiunta al ruolo militare gli stormtrooper costituivano una parte importante dell'Impero di Palpatine. L'addestramento dello stormtrooper era accompagnato dall'indottrinamento della ideologia imperiale, inoltre ogni stormtrooper era particolarmente vicino all'Imperatore. Ciò era significativo in quanto esistevano tensioni tra l'Imperatore e i Moff della sezione della flotta imperiale. Difatti, molte unità erano state mandate sulla Morte Nera per verificare la situazione, assieme a Dart Fener.

## Armi

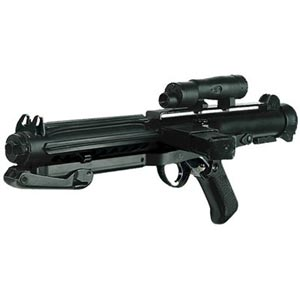
Il fucile blaster E-11

Il fucile blaster E-11 era l'arma standard in dotazione di ogni stormtrooper, e una delle armi più usate dall'Impero, all'occorrenza venivano utilizzati anche DLT-20A, il blaster E-11D o Blaster pesante DLT-19. Tutti gli stormtrooper, eccetto quelli assegnati a speciali armi pesanti, portavano con essi il blaster. Oltre a questo portavano anche piccole pistole blaster per i combattimenti al chiuso, come quello nella Tantive IV. Questi fucili sparano lunghi raggi rossi, uccidendo il nemico sul colpo.

## Stormtrooper specializzati
Esistevano diversi sottogruppi che avevano subito un diverso addestramento e avevano un equipaggiamento diverso, in base alle missioni a cui dovevano partecipare.

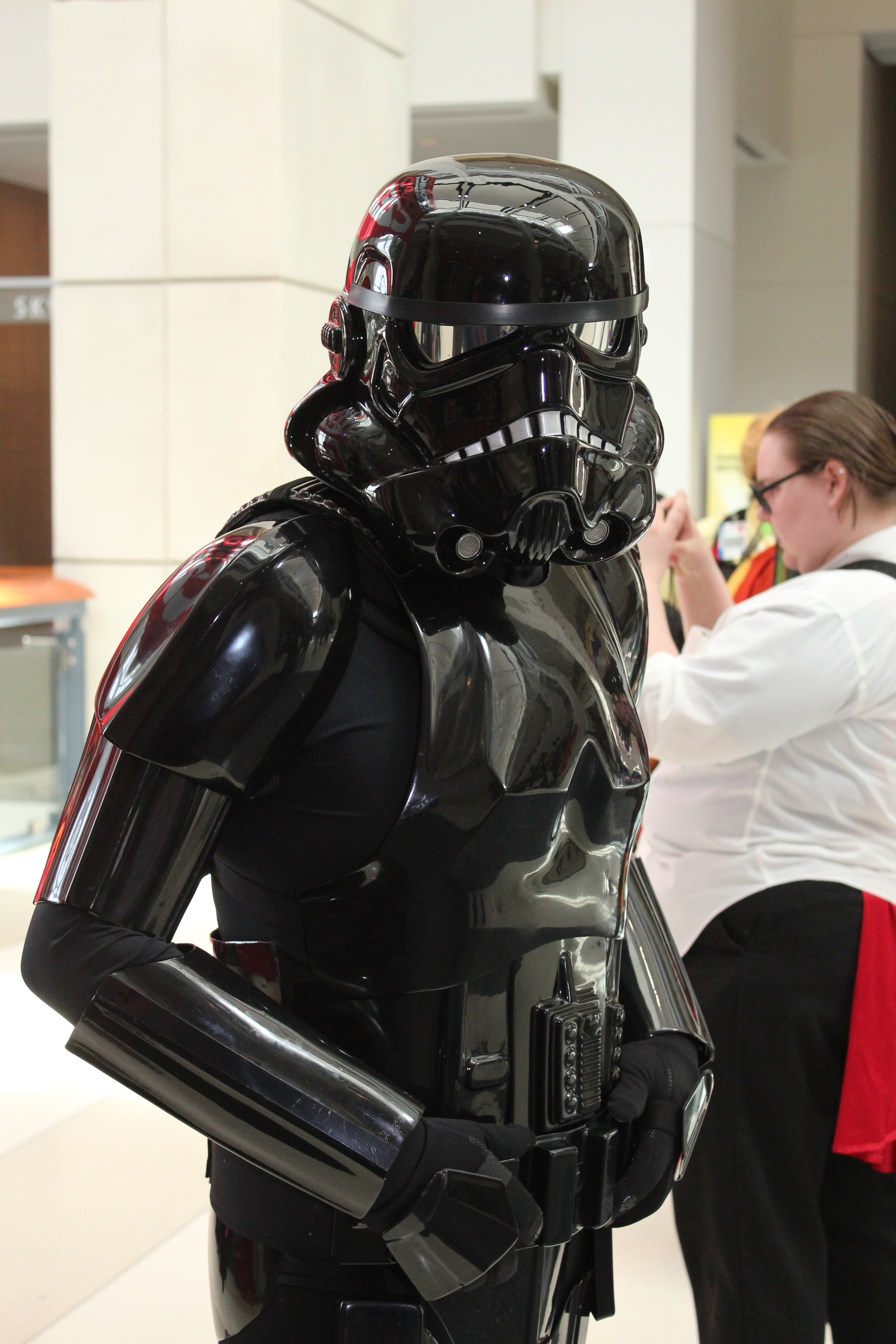
Shadow trooper

- Snowtrooper: (in italiano Assaltatori artici o semplicemente Soldati artici) erano stormtrooper d'assalto per ambienti nevosi, sono dotati di veli di tessuto legati all'armatura.
- Flametrooper: (in italiano Soldati Inceneritori) Erano stormtrooper specializzati nell'uso del lanciafiamme.
- Seatrooper: (in italiano Soldati Acquatici) Addestrati per le missioni acquatiche, equipaggiati con un elmo simile a quello degli Scout Trooper.
- Shoretrooper: (in italiano Soldati Costieri) Una variante degli stormtrooper che appare per la prima volta nel film Rogue One: A Star Wars Story. Specializzati in missioni in zone costiere.
- Tanktrooper: (in italiano Soldati carro armato) stormtrooper incaricati a pilotare i veicoli imperiali. Hanno un'armatura simile a quella degli Shoretrooper ma di colore bianco e con alcune caratteristiche diverse, come il casco. Appaiono per la prima volta in Rogue One: A Star Wars Story .
- Patrol Trooper: stormtrooper che si occupano della sicurezza su alcuni pianeti come Corellia (11 BBY). Appaiono per la prima volta in Solo: A Star Wars Story.
- Shock Trooper: (in italiano tradotto come Soldati d'assalto) stormtrooper d'alto rango equipaggiati con una caratteristica armatura bianca e rossa. Utilizzati principalmente nell'élite della prima linea e all'occorrenza come guardie dell'Imperatore Sheev Palpatine.
- Spacetrooper: Equipaggiati con un autorespiratore e specializzati negli ambienti a gravità 0, la loro armatura è molto massiccia.
- Executioner Trooper: Specializzati in esecuzioni sono dotati di elettrostaffa.
- Piloti imperiali: stormtrooper specializzati nella guida dei mezzi di mezzi come l'AT-DP (All Terrain Defense Pod), l'ITT (Imperial Troop Transport) e le 614-AvA speeder bike.
- Piloti di AT-AT: Variante dei Piloti imperiali specializzati nella guida degli AT-AT ed equipaggiati con un'armatura specifica.
- Piloti di AT-ST: Variante dei Piloti imperiali specializzati nella guida degli AT-ST ed equipaggiati con un'armatura specifica.
- Heavy Weapons stormtrooper: (in italiano Soldati Pesanti) Assaltatori equipaggiati con armi pesati come il cannone blaster Z06. Avevano un'armatura più corazzata garantendo maggiore protezione ma minore mobilità.
- Jumptrooper: (in italiano Soldati Saltatori o Aviosoldati) Addestrati nell'utilizzo del Jetpack e degli scudi deflettori con cui sono equipaggiati.
- Magma Trooper: (in italiano Soldati Magmatici) stormtrooper utilizzati negli ambienti vulcanici e con temperature elevate (come il pianeta Sullust)
- Sandtrooper: (in italiano tradotti come Soldati Desertici) stormtrooper addestrati per operare negli ambienti desertici, si distinguono per una spalliera sulla spalla destra di un colore che può variare dal nero al bianco all'arancione, per un kit di sopravvivenza dietro la schiena e per una patina color sabbia sull'armatura.
- Scout Trooper: (in italiano tradotti come Esploratori imperiali o Scout imperiali) Dotati di armatura differente agli stormtrooper, addestrati all'uso delle speeder bike ed armati di pistola scout (arma leggera con ottime prestazioni a corto raggio) e di fucile di precisione DLT-19X.
- Swamptrooper : per ambienti paludosi, hanno la mimetica sull'armatura per mimetizzarsi con l'ambiente, appaiono per la prima volta in Solo: A Star Wars Story;
- Sniper Trooper: (in italiano Soldati Cecchini) Scout Trooper di alto rango specializzati con i fucili di precisione.
- Purge Trooper: (tradotti in italiano come Soldati Epuratori) Erano assaltatori d'élite utilizzati per l'Insurrezione nel settore di Anoat dal Governatore Adelhard. Pesantemente armati di mitraglia e con un'armatura pesante. Spesso accompagnavano gli Inquisitori.
- Shadow Trooper: (in italiano Soldati Ombra) stormtrooper con armatura nera in grado di occultarsi grazie ad un congegno di mimetizzazione che li rende invisibili, armati di blaster.
- Storm Commando: Forze speciali dell'Impero utilizzati perlopiù in situazioni estreme, erano dotati di un'armatura simile a quella degli Scout Trooper ma di colore grigio scuro. Alcuni Storm Commando facevano parte del 501st Legion.
- Death Trooper: (in italiano Assaltatori della Morte) Soldati molto più alti di un normale stormtrooper e geneticamente modificati, per garantire una performance superiore sul campo di battaglia, utilizzati come guardie personali da ufficiali come il Direttore Krennic e il Grand'Ammiraglio Thrawn. Indossavano un'armatura nera, e un casco con modulatore vocale per scambiarsi messaggi segreti in codice. Armati con fucili di calibro superiore allo standard, suscitavano terrore nei nemici e difendevano egregiamente i propri superiori.

## Caratteristiche
Tra i fan di Star Wars è ampiamente oggetto di scherno la scarsa mira degli stormtrooper, al punto che persino all'interno del franchise si ironizza su ciò. Nell'episodio "Sotto copertura" della seconda stagione di Star Wars Rebels il Capitano Rex, che indossava l'armatura di uno stormtrooper, dopo aver sbagliato un colpo si toglie il casco e lo lancia via, affermando "È colpa del casco! Non vedo niente!". Nel sesto episodio della serie televisiva del 2019 The Mandalorian, il Mandaloriano protagonista, sentendo che uno dei suoi compagni sarà un tiratore scelto imperiale, commenta "Non che significhi poi tanto", al che l'interessato ribatte "Non ero un assaltatore!". Nell'ottavo episodio della stessa serie, due stormtroopers, per combattere la noia, provano a sparare ad un barattolo di metallo poco distante, con scarsi risultati.

## Star Wars Legends
Gli stormtrooper nell'Universo espanso erano i discendenti diretti dei clone trooper creati basandosi sul modello di Jango Fett nel 32 BBY per servire la Repubblica durante le guerre dei cloni. Gli assaltatori imperiali continuarono ad essere cloni di Jango Fett, finché in seguito a una ribellione dei Kaminoani, che produssero delle truppe personali per contrastare l'Impero, l'Imperatore decise di aggiungere alle truppe cloni dei nuovi elementi, non tutti cloni dello stesso soggetto ma anche cloni di altri soggetti oppure soldati non cloni, anche se la legione speciale 501, al comando di Fener, venne tenuta puramente composta da cloni di Jango Fett. Se un uomo tra l'età di 18 e 30 anni aveva un punteggio tra i primi cinque in una scala percentuale veniva contattato dagli agenti imperiali per prendere campioni di DNA per eseguire delle "copie". Chi non raggiungeva un punteggio così alto era comunque arruolato come soldato regolare.
Quando l'Alleanza Ribelle sconfisse l'Impero nella guerra civile e prese il controllo del governo galattico, terminò il processo di clonazione in corso da ormai troppo tempo su Kamino.
Le rimanenze imperiali continuarono ad usare gli stormtrooper in guerra fino a che venne firmato un trattato di pace anni dopo. In seguito, gli stormtrooper diventarono poco più di guardie e poliziotti sui mondi dell'Impero, anche se combatterono in seguito al fianco della Nuova Repubblica e dell'Alleanza Galattica contro gli yuuzhan vong.

### Stormtrooper specializzati nell'Universo espanso
- Blackhole / Shadow stormtrooper: stormtroopers personali dell'agente "Black Hole";
- Hazard trooper: per ambienti ad alta corrosività o rischio chimico\biologico, la loro armatura è molto massiccia;
- Dark trooper: speciali stormtroopers droidi, infusi con il potere della forza per aumentare l'efficienza;
- Radtrooper: per zone ad alta radioattività;
- Airborne trooper: per assalti aerei, sono bianchi e arancioni;
- Minetrooper: per assalti da miniera;
- Coruscant Guard: agenti di polizia di Coruscant; sono caratterizzati dall'armatura di colore rosso;
- Bombtrooper: esperti nel campo degli esplosivi;
- Nova Trooper: un corpo d'onore di stormtrooper, assegnati alla protezioni di luoghi storicamente significativi, alla cattura di navi o semplicemente come forze speciali.